# Distorded Ghost EP
Albums de Sparklehorse
Good morning spider
(1998) It's a wonderful life
(2001)
Distorded Ghost est un EP de Sparklehorse, sorti en 2000. 

## Liste des titres
1. Happy Man (Memphis Version) – 3:41
2. Waiting for Nothing – 2:31
3. Happy Place – 2:17
4. My Yoke Is Heavy (Daniel Johnston cover) – 3:32
5. Gasoline Horseys – 3:28
6. Happy Pig – 4:01